# Крутецкий, Виктор Алексеевич
Виктор Алексеевич Крутецкий (21 января 1923 года, Петроград — 11 октября 2006 года, Санкт-Петербург) — советский и российский поэт, автор текстов песен.

## Биография
Виктор Алексеевич Крутецкий родился 21 января 1923 года в Ленинграде.
В восемнадцать лет добровольцем ушёл на войну, а после неё подвергся сталинским репрессиям и получил тюремный срок.
Реабилитировавшись, работал учителем литературы и творчества.
Виктор Крутецкий — автор поэтических книг «Звездопад», «Я иду по Валдаю», «Белый аист» и других. Известен поэт и многими песнями, написанными в содружестве с популярными композиторами, такими как Валентин Левашов, Валерий Бровко, Борис Кравченко, Вадим Шеповалов, Яков Дубравин. Песни на стихи Крутецкого исполняли Иосиф Кобзон, Эдита Пьеха, Эдуард Хиль, Виктор Вуячич, Валентина Толкунова, Михаил Боярский, Анна Герман, Мария Пахоменко и другие.
Умер в октябре 2006 года.

## Избранные песни
- «Последняя встреча» (музыка Валентина Левашова) исполняет Михаил Боярский[3]
- «А я иду» (музыка Валерия Бровко) исполняет Михаил Боярский
- «Будьте добры» (музыка Вадима Шеповалова) исполняет Михаил Боярский
- «Довоенное танго» (музыка Валентина Левашова) исполняет Валентина Толкунова
- «Последняя встреча» (музыка Валентина Левашова) исполняет Анна Герман
- «Рыжий парень» (музыка Бориса Потёмкина) исполняет Лариса Мондрус, Леонид Алахвердов
- «Тревожная весна» (музыка Якова Дубравина) исполняет Мария Пахоменко
- «А Русь остаётся» (музыка Валентина Левашова) исполняет Виктор Вуячич[1][2]
- "Чтоб на ромашках не гадать" (музыка Дмитрия Соловьева) исполняет Анатолий Александрович